# Citroën C3 Aircross (2017)
Pour les articles homonymes, voir Citroën C3, Citroën Aircross et Citroën C3 Aircross.
Le C3 Aircross est un crossover urbain produit par le constructeur automobile français Citroën de 2017 à 2024. Remplaçant du Citroën C3 Picasso, il reprend le nom d'une variante brésilienne du C3 Picasso. C'est la version crossover de la Citroën C3 III.
Une version à empattement allongé est commercialisée en Chine sous le nom de Citroën C4 Aircross.

## Présentation

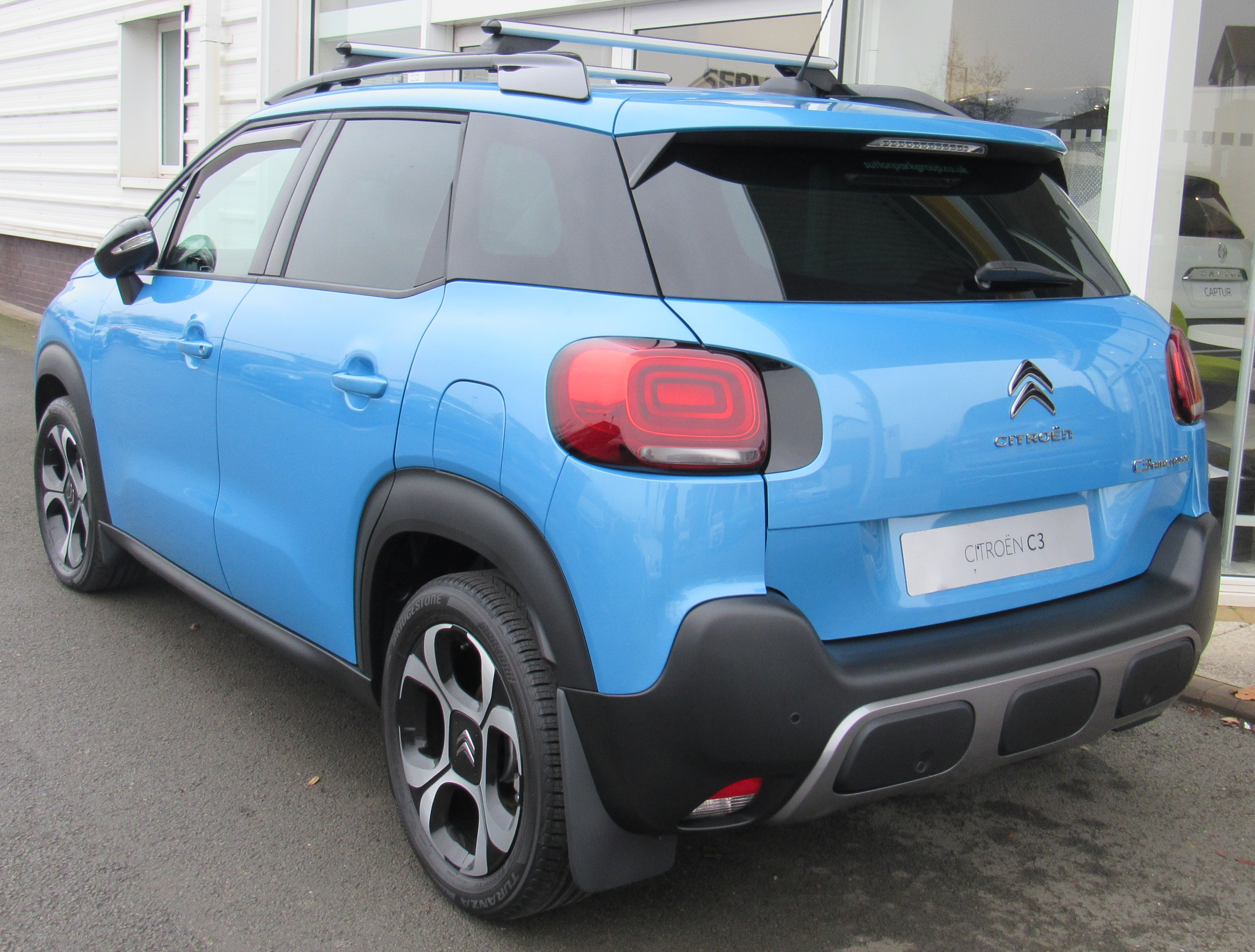
Citroën C3 Aircross phase 1

Présentée le 12 juin 2017 à Paris, la Citroën C3 Aircross est un crossover urbain concurrent des Renault Captur et Seat Arona ou de sa cousine Peugeot 2008, dont il reprend la plate-forme. Il est très proche techniquement parlant de l'Opel Crossland X, puisque les deux véhicules sont issus d'un programme visant à remplacer l'Opel Meriva B et le Citroën C3 Picasso en Europe. Elle est disponible à la commande depuis juillet 2017 pour une commercialisation à partir du mois d'octobre 2017.
En avril 2018, Citroën présente au salon de Pékin la version chinoise du C3 Aircross. Elle bénéficie d'un empattement rallongée et se nomme C4 Aircross. Son nom complet est Dongfeng Citroën Yunyi C4 Aircross. La carrière de cette version se termine en 2020, faute de ventes.
La C3 Aircross propose notamment une sellerie Advanced Confort, un siège passager rabattable en tablette, mais aussi une banquette arrière coulissante.

### Phase 2

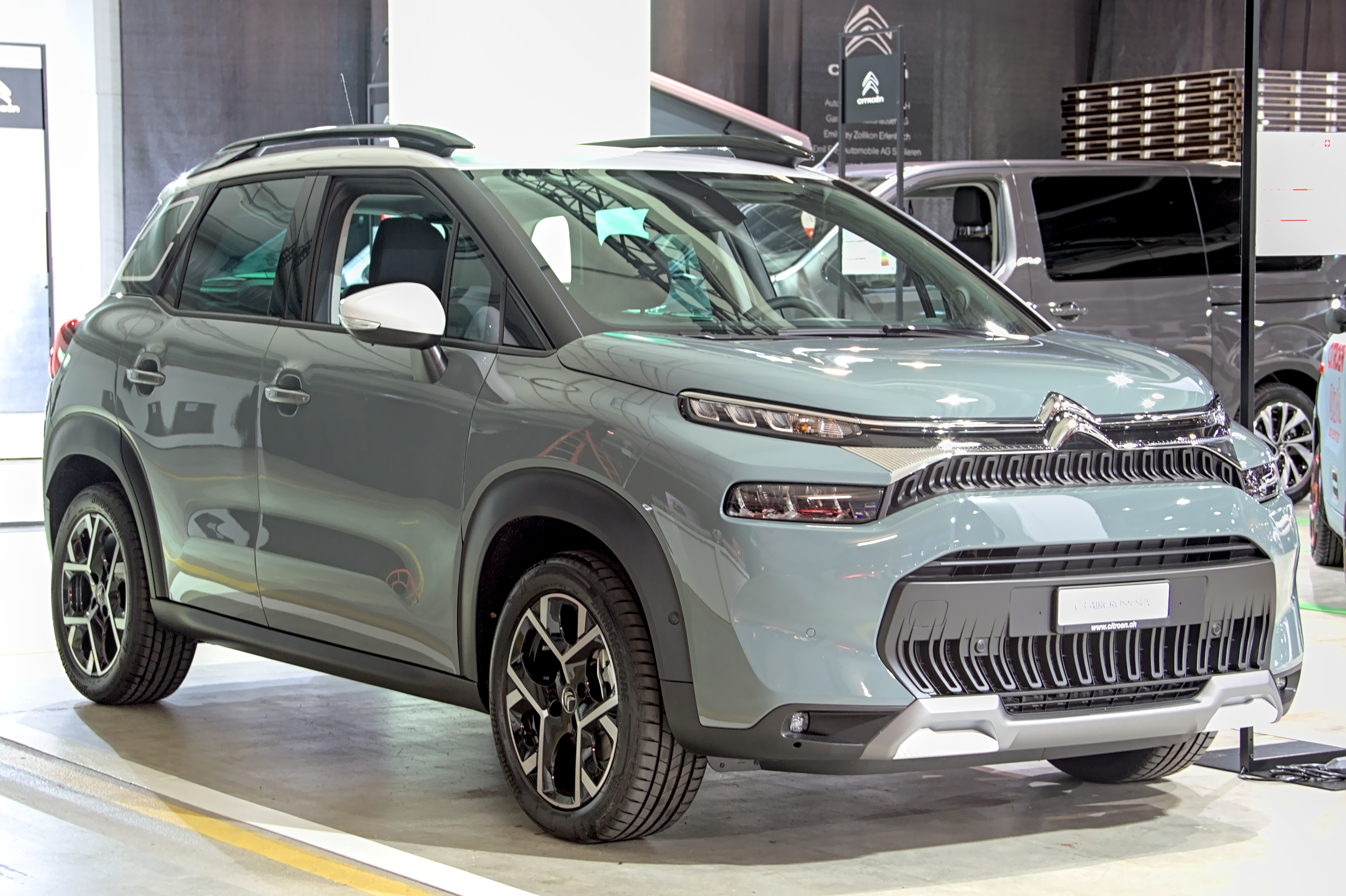
Citroën C3 Aircross phase 2

La version restylée de la C3 Aircross est présentée le 12 février 2021. Les principales modifications se portent sur l'avant du véhicule, qui perd largement en rondeurs. Le designer extérieur de ce restylage est Pierre Icard.
Au restylage, le 1.5 BlueHDi gagne 10 ch supplémentaires, passant de 100 ch à 110 ch.
En octobre 2022, le bloc BlueHDi 120 ch quitte le catalogue.

## Caractéristiques techniques
Il partage sa plateforme technique et de nombreux éléments avec son cousin l'Opel Crossland X qui remplace le Meriva, à la suite du partenariat entre PSA et General Motors annoncé en 2012.
Son style, dirigé par Pierre Authier, s'harmonise avec celui de la nouvelle gamme Citroën : face avant à double étage, feux "3D", calandre à barrettes chromées divergeant en leurs extrémités.

### Motorisations
|                                                      | 1.6 BlueHDi                      | 1.6 BlueHDi                      | 1.6 BlueHDi                      | 1.5 BlueHDi                   | 1.2 PureTech                  | 1.2 PureTech                  | 1.2 PureTech                  | 1.2 PureTech                  |
| ---------------------------------------------------- | -------------------------------- | -------------------------------- | -------------------------------- | ----------------------------- | ----------------------------- | ----------------------------- | ----------------------------- | ----------------------------- |
| Architecture                                         | 4-cylindres Diesel (type DV/DLD) | 4-cylindres Diesel (type DV/DLD) | 4-cylindres Diesel (type DV/DLD) | type DV5RCD                   | 3-cylindres Essence (type EB) | 3-cylindres Essence (type EB) | 3-cylindres Essence (type EB) | 3-cylindres Essence (type EB) |
| Cylindrée (cm3)                                      | 1 560                            | 1 560                            | 1 560                            | 1499                          | 1 199                         | 1 199                         | 1 199                         | 1 199                         |
| Admission                                            | Turbocompressé                   | Turbocompressé                   | Turbocompressé                   | Turbocompressé                | Atmosphérique                 | Turbocompressé                | Turbocompressé                | Turbocompressé                |
| Puissance administrative (CV)                        | 5                                | 6                                | 6                                | 6                             | 4                             | 6                             | 6                             | 7                             |
| Puissance maximale ch (kW)                           | 100 (73)                         | 120 (88)                         | 120 (88)                         | 120 (88)                      | 82 (60)                       | 110 (81)                      | 110 (81)                      | 130                           |
| au régime de : (tr/min)                              | 3 750                            | 3 500                            | 3 500                            | 3 500                         | 5 750                         | 5 500                         | 5 500                         | 5 500                         |
| Couple maximal (N m)                                 | 254                              | 300                              | 300                              | 300                           | 118                           | 205                           | 205                           | 230                           |
| au régime de : (tr/min)                              | 1 750                            | 1 750                            | 1 750                            | 1750                          | 2 750                         | 1 500                         | 1 500                         | 1 750                         |
| Boîte de vitesses                                    | Manuelle 5 rapports (BVM5)       | Manuelle 6 rapports (BVM6)       | Automatique 6 rapports (EAT6)    | Automatique 6 rapports (EAT6) | Manuelle 5 rapports (BVM5)    | Manuelle 6 rapports (BVM6)    | Automatique 6 rapports (EAT6) | Manuelle 6 rapports (BVM6)    |
| Vitesse maximale (km/h)                              | 175                              | 183                              |                                  | 189                           | 165                           | 185                           | 183                           | 200                           |
| 0-100 km/h (s)                                       | 11,5                             | 9,8                              |                                  | 10,0                          | 14,0                          | 10,2                          | 10,6                          | 9,3                           |
| Consommation (en ℓ/100 km) urbain/extra-urbain/mixte | 4,5/3,7/4,0                      | 4,6/3,7/4,0                      |                                  |                               | 6,3/4,5/5,0                   | 5,4/4,4/4,7                   | 6,6/5,2/5,7                   | 6,2/4,7/5,2                   |
| Émissions de CO2 (g/km)                              | 104                              | 107                              | 102                              | 134                           | 116                           | 106                           | 131                           | 115                           |
| Masse à vide (kg)                                    | 1 203                            | 1 233                            |                                  |                               | 1 088                         | 1 159                         | 1 203                         | 1 188                         |
| Capacité du réservoir (en ℓ)                         | 45                               | 45                               | 45                               | 45                            | 45                            | 45                            | 45                            | 45                            |

### Finitions

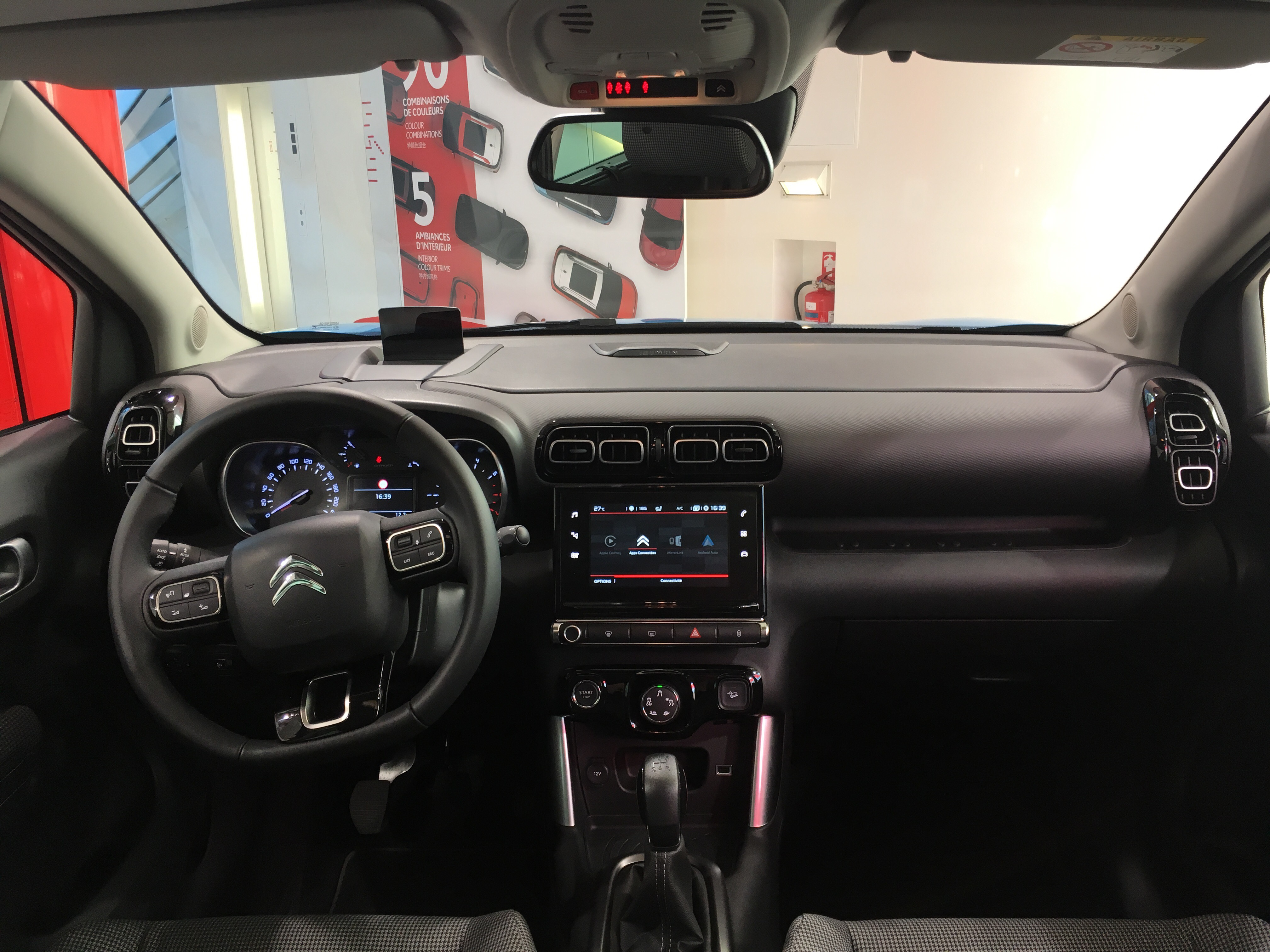
Vue de la planche de bord.

Le C3 Aircross est personnalisable grâce à différents packs, finitions ou encore ambiances intérieures. 
En France, cinq finitions sont proposées à destination des particuliers : 
- Live (jusqu'en avril 2022)
- Feel[14]
- Feel Pack
- Shine
- Shine Pack

Pour les professionnels, la finition Feel Pack Business est disponible.
Phase 2
- You
- Plus
- Max

#### Personnalisation
Teintes de caisse
Le C3 Aircross propose les teintes de caisse suivantes[Quand ?] : 
- Blanc Banquise, Kaki Grey
- Teintes métallisées : Rouge Pepper, Gris Platinium, Voltaic Blue, Gris Acier.
- Teinte nacrée : Noir Perla Nera.

Teintes de toit
Le C3 Aircross propose les teintes de toit suivantes[Quand ?] : 
- (même teinte que celle de la carrosserie)
- Blanc Opale
- Noir Perla Nera

Enjoliveurs et jantes
Le C3 Aircross propose les enjoliveurs suivants[Quand ?] :
- Enjoliveurs 16" Axis
- Enjoliveurs 16" 3D Steel & Design (disponible en All Seasons)
- Jantes alliage 16" X Cross (Diamantées ou Black, disponible en All Seasons)
- Jantes alliage 17" Origami (Diamantées ou Black, disponible en All Seasons)

Ambiances intérieures
Le C3 Aircross propose différentes selleries et ambiances intérieures[Quand ?] :
- Sellerie Tissu Mica Grey ;
- Ambiance Urban Bleu ;
- Ambiance Metropolitan Graphite ;
- Ambiance Hype Grey.

Packs Color
Les packs Color apportent des touches de couleur sur les vitres de custode, barres de toit, coques des rétroviseurs et enjoliveurs de projecteurs avant.
Le C3 Aircross propose les packs Color suivants[Quand ?] :
- Polar White
- Dark Blue Anodised
- Orange Anodised
- Shiny Black

#### Séries limitées
- C3 Aircross Sunshine (printemps 2018), basée sur la finition Feel[15] :
  - Enjoliveurs de phares Noir Brillant, essuie-glace à allumage automatique, jantes en alliage diamantées (16 pouces ou 17 pouces), Pack City (radars de recul, vitres AR électriques, rétroviseurs rabattables électriquement), système multimédia avec fonction Mirror Screen, vitres et lunette arrière surteintées
- C3 Aircross Rip Curl (collection 2018)[16]
  - Pack color inédit "Rip Curl Blue"

- C3 Aircross Origins Edition Collector[17].
  - En 2019, Citroën célèbre son centenaire avec une série limitée portant un sticker "Origins since 1919".

- C3 Aircross C-Series (collection 2019/2020)[18].
  - Pack color inédit "Anodised Deep Red"
- C3 Aircross Rip Curl (collection 2020)[19]
  - Pack color inédit "Rip Curl Anodised Ocre"

- C3 Aircross C-Series (collection 2022)[20]
  - Pack color inédit "Anodised Bronze"
- C3 Aircross Rip Curl (collection 2022)
  - Pack color inédit "Bleu Anodisé" et thème intérieur "Blue Jeans"

- Lët's Go (2022, Allemagne)[21]
- Cuir (2024, Japon)[22]

## C4 Aircross

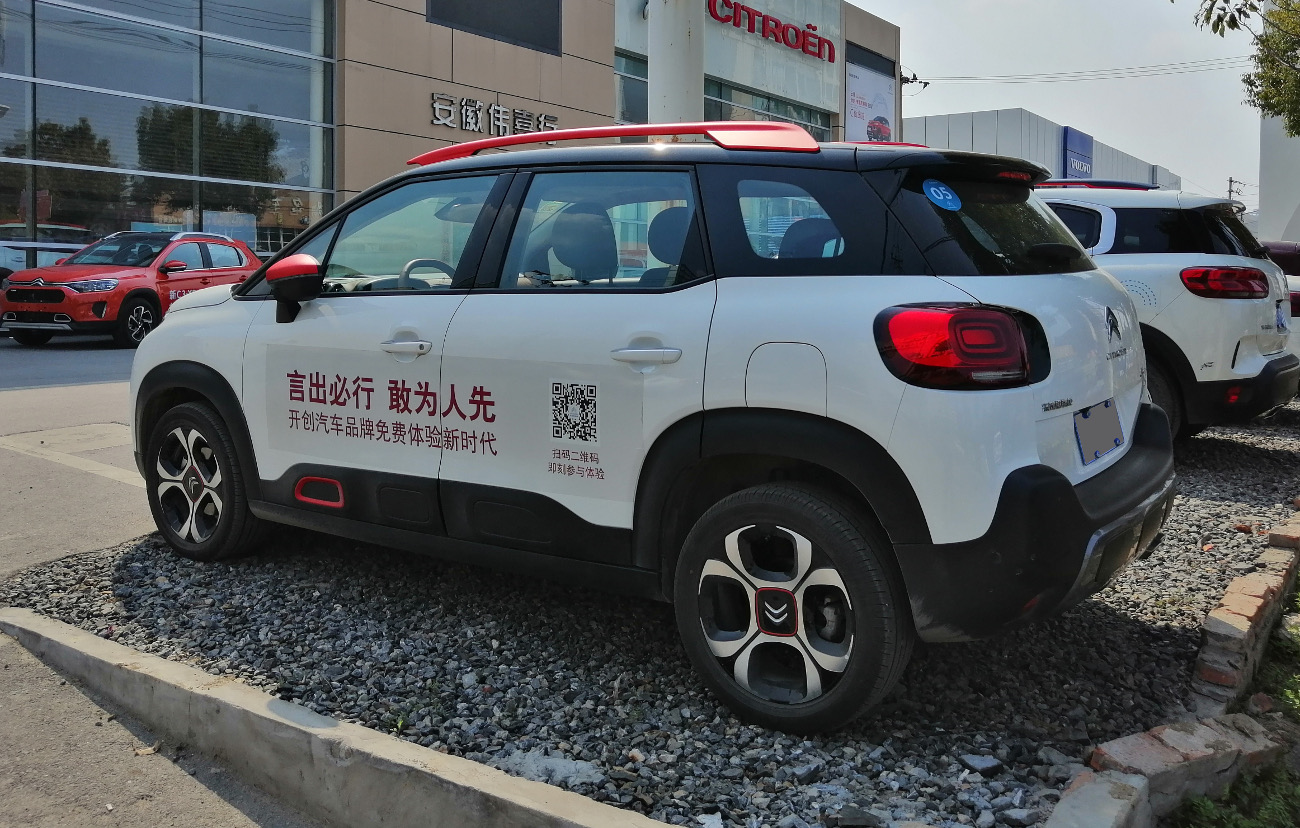
Citroën C4 Aircross

En avril 2018, Citroën présente en Chine, une version allongée et modifiée du Citroën C3 Aircross, appelée C4 Aircross. Son nom complet est Dongfeng Citroën Yunyi C4 Aircross.
Le C4 Aircross est facilement reconnaissable à ses Airbumps latéraux, indisponibles sur le C3 Aircross européen.
Son échec commercial sur le marché chinois entraîne l'arrêt prématuré de la production en 2020.

## Concept car

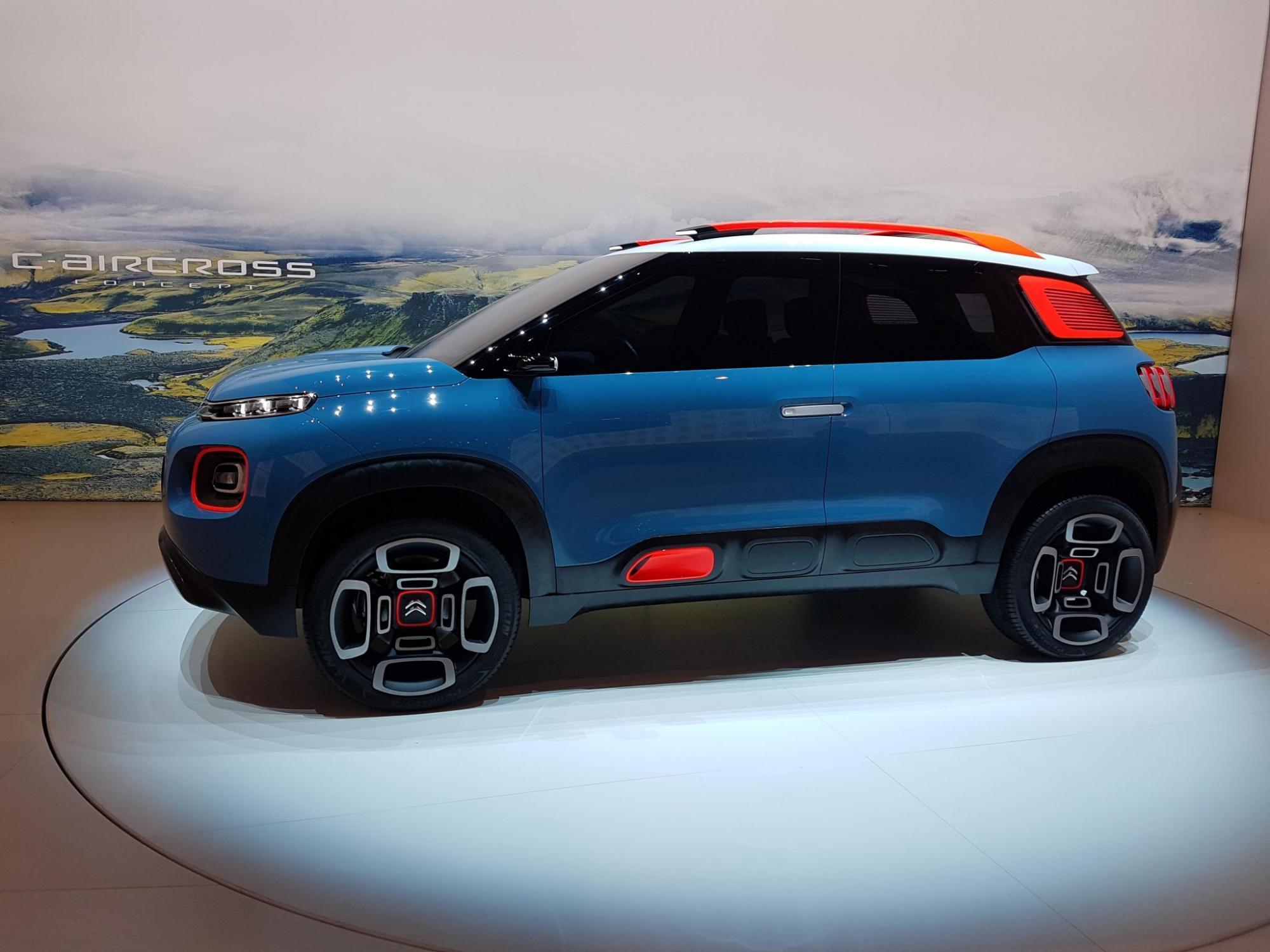
Le concept car C-Aircross au salon de Genève 2017.

Le C3 Aircross a été annoncé par le show car C-Aircross Concept, présenté à l'occasion du salon de Genève 2017.

## Récompenses
- Le C3 Aircross a reçu le prix « AutoBest 2018 - Best Buy Car of Europe » (Meilleur achat automobile européen en 2018)[24].
- Le C3 Aircross a reçu le titre de « voiture de l'année » aux Trophées Argus 2018 France.

## Ventes
| Année | Europe, |
| ----- | ------- |
| 2017  | 16 982  |
| 2018  | 110 394 |
| 2019  | 112 089 |
| 2020  | 75 281  |
| 2021  | 68 608  |
| 2022  | 64 043  |

À l’instar de son prédécesseur le C3 Picasso, le C3 Aircross se vend principalement en France et en Italie, qui absorbent quasiment la moitié de la production. Le principal marché d'exportation du véhicule hors d'Europe est la Turquie.